# Ausbau (Rothemühl)
Ausbau ist ein Wohnplatz in der Gemeinde Rothemühl des Amtes Torgelow-Ferdinandshof im Landkreis Vorpommern-Greifswald in Mecklenburg-Vorpommern.

## Geografie
Der Ort liegt 1 Kilometer südöstlich vom Hauptort Rothemühl, 11 Kilometer nordöstlich von Strasburg (Uckermark) und 13 Kilometer südwestlich von Torgelow. Die Siedlung liegt auf einer großen Lichtung der gehölzreichen Gemarkung Rothemühl-Forst, die ein Teil der waldreichen Landschaft Woldegk-Feldberger Hügelland ist. Die weiteren Nachbarorte sind Eichhof und Herrnkamp im Nordosten, Jatznick, Waldeshöhe und Klein Spiegelberg im Südosten, Nettelgrund im Süden, Burgwall, Rosenthal und Klepelshagen im Südwesten sowie Neuensund im Westen.